# Aulacophora indica
Aulacophora indica is een keversoort uit de familie bladkevers (Chrysomelidae). De wetenschappelijke naam van de soort werd in 1790 gepubliceerd door Johann Friedrich Gmelin.